# Integrated Food Security Phase Classification
Die Integrated Food Security Phase Classification (englisch für „Integrierte Klassifizierung der Ernährungssicherheitsphasen“, kurz IPC), auch bekannt als IPC-Skala, ist ein Instrument zur Einstufung der Ernährungssicherheit, des Ausmaßes von Unterernährung und Hunger, sowie zur Ableitung notwendiger Hilfsmaßnahmen und zur Verbesserung der Entscheidungsfindung bzw. Triage von Hilfskräften.
Es handelt sich dabei um eine standardisierte Skala, die Informationen über Ernährungssicherheit, Ernährung und sonstige Lebensgrundlagen in eine Aussage über die Art und Schwere einer Krise und die beste strategische Antwort auf diese integriert.
Die IPC wurde ursprünglich 2004 von der Food Security Analysis Unit (FSAU) der Ernährungs- und Landwirtschaftsorganisation der Vereinten Nationen (FAO) für den Einsatz in Somalia entwickelt. Mehrere Regierungs- und Nichtregierungsorganisationen (NGOs), darunter CARE International, die Gemeinsame Forschungsstelle der Europäischen Kommission (JRC), die Ernährungs- und Landwirtschaftsorganisation der Vereinten Nationen (FAO), die United States Agency for International Development (USAID) respektive deren Hungersnot-Frühwarnsystem FEWS NET, Oxfam GB, Save the Children UK/US und das Welternährungsprogramm der Vereinten Nationen (WFP), haben gemeinsam daran gearbeitet, die IPC an andere Kontexte der Ernährungssicherheit anzupassen.

## IPC-Skala
Die folgende Tabelle enthält eine Zusammenfassung der IPC-Skala:
| Nummer der Phase | Phase                                           | Beschreibung |
| ---------------- | ----------------------------------------------- | --- |
| 1                | Generell ernährungssicher                       | Mehr als 80 % der Haushalte können ihren Grundbedarf an sicheren und nahrhaften Nahrungsmitteln ohne atypische Bewältigungsstrategien decken. Weniger als 5 % der Bevölkerung sind unterernährt und die Menschen verfügen über ein stabiles Einkommen sowie über eine gleichbleibende Menge und Qualität an Nahrungsmitteln (mehr als 2.100 kcal pro Tag). |
| 2                | Grenzwertig unsichere Ernährung                 | Für mindestens 20 Prozent der Haushalte ist der Lebensmittelkonsum zwar reduziert, aber geradeso ausreichend, ohne dass sie sich auf irreversible Bewältigungsstrategien einlassen müssen. Diese Haushalte können ihre Grundbedürfnisse nicht vollständig befriedigen.                                                                                     |
| 3                | Akute Nahrungsmittel- und Lebensunterhaltskrise | Mindestens 20 Prozent der Haushalte weisen erhebliche Nahrungsmittellücken auf ODER sind nur knapp in der Lage, den Mindestnahrungsbedarf mit irreversiblen Bewältigungsstrategien wie der Auflösung von Vermögenswerten zu decken. Das Ausmaß der akuten Unterernährung ist hoch und liegt mit 10–15 % der Bevölkerung über dem Normalwert.               |
| 4                | Humanitärer Notfall                             | Mindestens 20 Prozent der Haushalte sind mit extremen Nahrungsmittellücken konfrontiert, was zu einem sehr hohen Maß an akuter Unterernährung und überhöhter Sterblichkeit führt; ODER die Haushalte sind mit einem extremen Verlust an Existenzmitteln konfrontiert, der wahrscheinlich zu Nahrungsmittellücken führen wird.                              |
| 5                | Hungersnot/Humanitäre Katastrophe               | Mindestens 20 % der Haushalte sind mit einem völligen Mangel an Nahrungsmitteln und/oder anderen Grundbedürfnissen konfrontiert, und Hunger, Tod und Elend sind offensichtlich; die Prävalenz der akuten Unterernährung liegt bei über 30 %, und die Sterblichkeitsrate übersteigt zwei Todesfälle pro 10.000 Personen (0,2 ‰) pro Tag.                    |